# Rhyssemus karnatakaensis
Rhyssemus karnatakaensis är en skalbaggsart som beskrevs av Riccardo Pittino 1984. Rhyssemus karnatakaensis ingår i släktet Rhyssemus och familjen Aphodiidae. Inga underarter finns listade i Catalogue of Life.